# Taigu

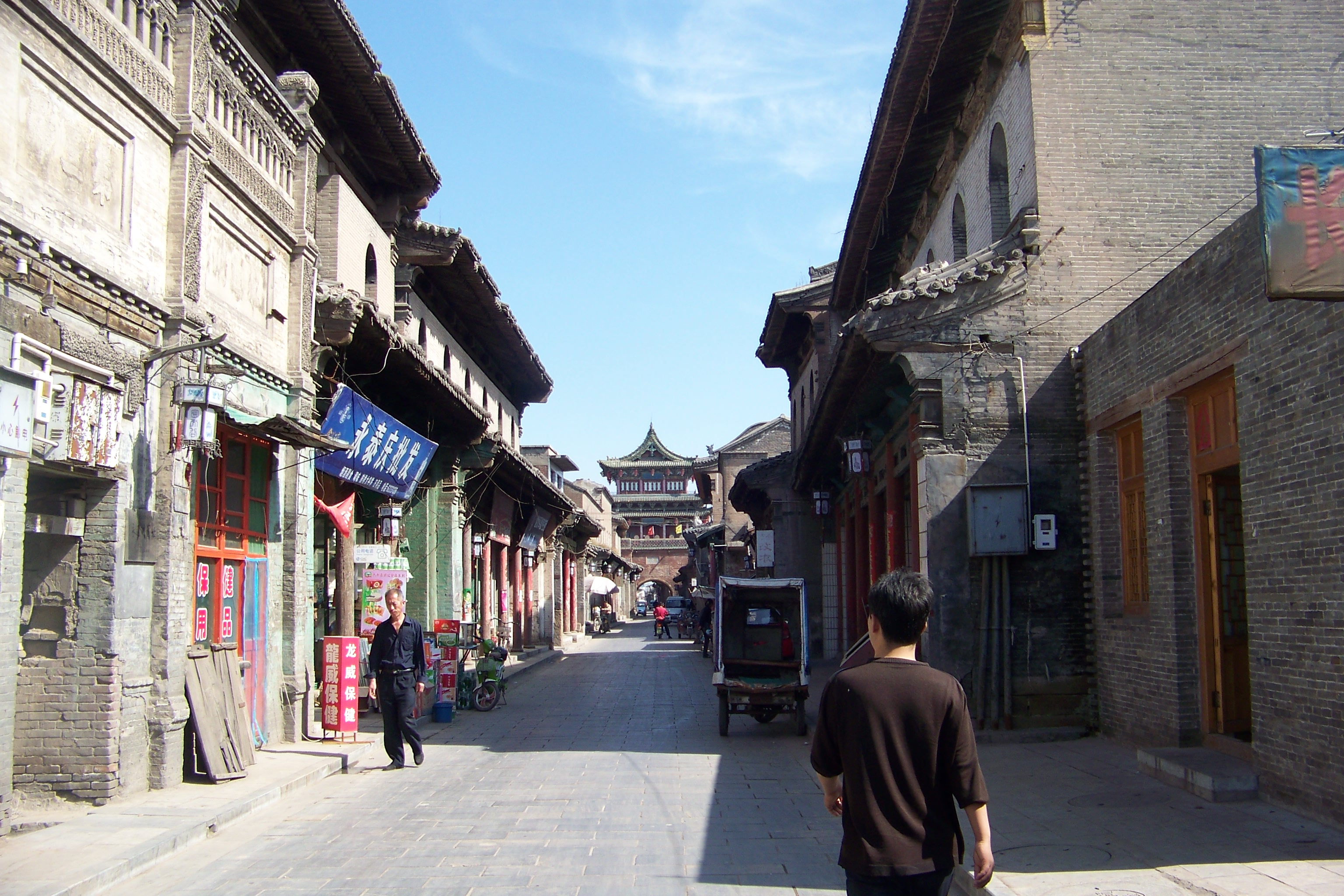
West-Straße in der Altstadt mit Blick auf den Taigu-Trommelturm

Taigu (太谷区,  Tàigǔ Qū) ist ein Stadtbezirk der bezirksfreien Stadt Jinzhong in der chinesischen Provinz Shanxi. Die Fläche beträgt 1.038 Quadratkilometer und die Einwohnerzahl 322.099 (Stand: Zensus 2020). 1999 zählte Taigu 273.288 Einwohner.
Bis 2019 war Taigu ein Kreis (县 Xiàn), seither ein Stadtbezirk (区 Qū).  Verwaltungssitz ist die Großgemeinde Shuixiu.

## Gliederung
Der Stadtbezirk besteht aus drei Großgemeinden (Zhèn) und fünf Gemeinden (Xiāng)
- Hucun (胡村镇 Húcūn Zhèn)
- Fancun (范村镇 Fàncūn Zhèn)
- Shuixiu (水秀镇 Shuǐxiù Zhèn)
- Houcheng (侯城乡 Hóuchéng Xiāng)
- Beiguang (北洸乡 Běiguāng Xiāng)
- Yangyi (阳邑乡 Yángyì Xiāng)
- Xiaobai (小白乡 Xiǎobái Xiāng)
- Rencun (任村乡 Rèncūn Xiāng)